# Pyrgocyphosoma brunatense
Pyrgocyphosoma brunatense är en mångfotingart som först beskrevs av Karl Wilhelm Verhoeff 1910.  Pyrgocyphosoma brunatense ingår i släktet Pyrgocyphosoma och familjen knöldubbelfotingar. Inga underarter finns listade i Catalogue of Life.